# Miss Schweden

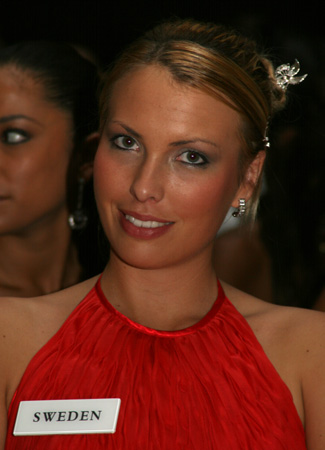
Vertrat Schweden bei der Miss World 2008: Jennifer Palm Lundberg

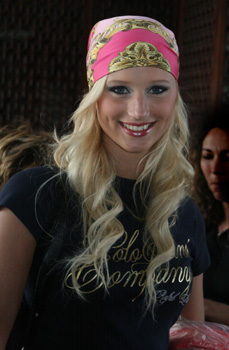
Miss World Sweden 2007, Annie Oliv

Miss Schweden ist ein nationaler Schönheitswettbewerb für unverheiratete Frauen in Schweden. Er wird seit 1949 jährlich ausgetragen. Die Gewinnerinnen werden im Inland auch als Fröken Sverige bezeichnet.

## Geschichte
Vor dem Zweiten Weltkrieg nahmen vereinzelt schwedische Kandidatinnen an der Miss Europe teil: 1936 Birgit Engquist und 1938 Karin Ring.
Sponsoren und Ausrichter waren 1949–1999 das Magazin Vecko-Revyn, ab 2000 der Fernsehsender TV3, 2004 die Männerzeitschrift Moore Magazine. 2005 fiel der Wettbewerb aus. Als Grund wurde „Behinderung durch feministische Gruppen“ angegeben. Deshalb wurde vom neuen Veranstalter – dem Bademodenhersteller Panos Emporios – das Konzept überarbeitet, um die Veranstaltung 2006 als Nya Fröken Sverige wieder aufleben zu lassen.
Das Konkurrenzunternehmen Swedish Models wählt derzeit die Miss World Sweden.
Seit 2007 gibt es einen eigenständigen Wettbewerb um die Miss Earth Sweden. Geschäftsführer der gleichnamigen Agentur ist Roberto Strindstedt.
2009 wurde ein gesonderter Wettbewerb um die Miss Universe Sweden begründet, durchgeführt von der Starworld Entertainment Corporation mit Geschäftsführer Joakim Granberg.
Schwedische Kandidatinnen nehmen an der Miss World, Miss Universe, Miss Earth, Miss Europe, Miss Baltic Sea und Miss Scandinavia teil.

## Die Siegerinnen

### Miss Schweden
| Jahr | Miss Schweden             | Stadt (Region)             |
| ---- | ------------------------- | -------------------------- |
| 1949 | Kerstin Ringberg          | Stockholm                  |
| 1950 | Ebba Adrian               | Göteborg                   |
| 1951 | Anita Ekberg              | Malmö                      |
| 1952 | Ann-Marie Thistler        | Stockholm                  |
| 1953 | Ulla Sandklef             | Göteborg                   |
| 1954 | Ragnhild Olausson         | Alingsås                   |
| 1955 | Hillevi Rombin            | Uppsala                    |
| 1956 | Ingrid Goude              | Sandviken                  |
| 1957 | Inger Johnson             | Göteborg                   |
| 1958 | Britt Gårdman             | Stockholm                  |
| 1959 | Mari-Louise Ekström       | Sundsvall                  |
| 1960 | Birgitta Öfling           | Uppsala                    |
| 1961 | Gunilla Knutsson          | Ystad                      |
| 1962 | Karin Hyldgaard-Jensen    | Göteborg                   |
| 1963 | Kerstin Jonsson           | Stockholm                  |
| 1964 | Siv Marta Åberg           | Gävle                      |
| 1965 | Ingrid Norrman            | Tranås                     |
| 1966 | Margareta Arvidsson       | Vänersborg                 |
| 1967 | Eva-Lisa Svensson         | Göteborg                   |
| 1968 | Anne-Marie Hellqvist      | Hallsberg                  |
| 1969 | Birgitta Lindloff         | Göteborg                   |
| 1970 | Britt-Inger Johansson     | Kalmar                     |
| 1971 | Wivianne Öianhen          | Vaxholm                    |
| 1972 | Britt-Marie Johansson     | Trångsund                  |
| 1973 | Monica Sundin             | Stockholm                  |
| 1974 | Kitty Eriksson            | Lund                       |
| 1975 | Eva Eriksson              | Örebro                     |
| 1976 | Sabina Nilsson            | Månkarbo                   |
| 1977 | Birgitta Lindvall         | Luleå                      |
| 1978 | Cecilia Rodhe             | Göteborg                   |
| 1979 | Anette Ekström            | Eskilstuna                 |
| 1980 | Eva Birgitta Andersson    | Uddevalla                  |
| 1981 | Eva-Lena Lundgren         | Piteå                      |
| 1982 | Anna-Kari Bergström       | Piteå                      |
| 1983 | Viveca Ljung              | Göteborg                   |
| 1984 | Yvonne Ryding             | Eskilstuna                 |
| 1985 | Carin Marklund            | Eskilstuna                 |
| 1986 | Anna Rahmberg             | Göteborg                   |
| 1987 | Susanne Thörngren         | Handen                     |
| 1988 | Annika Davidsson          | Umeå                       |
| 1989 | Louise Drevenstam         | Örebro & Stockholm         |
| 1990 | Linda Isaksson            | Vilhelmina                 |
| 1991 | Susanna Gustafsson        | Grums                      |
| 1992 | Monica Brodd              | Täby                       |
| 1993 | Johanna Lind              | Linköping                  |
| 1994 | Domenique Forsberg        | Kiruna (Miss Lappland)     |
| 1995 | Petra Hultgren            | Värmdö (Miss Stockholm)    |
| 1996 | Annika Duckmark           | Borås (Miss Västergötland) |
| 1997 | Victoria Lagerström       | Stockholm (Miss Stockholm) |
| 1998 | Jessica Olérs             | Borlänge (Miss Dalarna)    |
| 1999 | Emma-Helena Nilsson       | Östersund (Miss Jämtland)  |
| 2000 | Valerie Aflalo            | Malmö (Miss Malmö)         |
| 2001 | Malin Olsson              | Helsingborg (Miss Dalarna) |
| 2002 | Malou Hansson             | Tandlös (Miss Uppland)     |
| 2003 | Helena Stenbäck           | Piteå (Miss Norrbotten)    |
| 2004 | Katarina Wigander         | Lerum                      |
| 2005 | nicht ausgetragen         | nicht ausgetragen          |
| 2006 | Josephine Alhanko         | Stockholm                  |
| 2007 | Isabel Lestapier Winqvist | Helsingborg                |
| 2007 | Lina Hahne                | Kalix                      |
| 2008 | nicht ausgetragen         | nicht ausgetragen          |
| 2009 | Azra Duliman              | Stockholm                  |
| 2010 | nicht ausgetragen         | nicht ausgetragen          |

### Miss World Sweden
| Jahr | Miss World Sweden      | Stadt      |
| ---- | ---------------------- | ---------- |
| 1993 | Victoria Silvstedt     | Skellefteå |
| 2003 | Ida Söfringsgärd       | Växjö      |
| 2004 | Helena Hiertonsson     | Kalmar     |
| 2005 | Liza Berggren          | Göteborg   |
| 2006 | Cathrin Skoog          | Östersund  |
| 2007 | Annie Oliv             | Göteborg   |
| 2008 | Amanda Ulfdotter       | Strömstad  |
| 2009 | Jennifer Palm Lundberg | Sigtuna    |
| 2010 | Dani(ella) Karlsson    | Stockholm  |
| 2011 | Helen Betyo            | Tibro      |

### Miss Earth Sweden
| Jahr | Miss Earth Sweden    | Stadt             |
| ---- | -------------------- | ----------------- |
| 2007 | Ivana Gagula         | Umeå              |
| 2008 | Fanny Blomé          | Norrköping        |
| 2009 | Giulia Simone Olsson | Stockholm         |
| 2010 | nicht ausgetragen    | nicht ausgetragen |

### Miss Universe Sweden
| Jahr | Miss Universe Sweden | Stadt        |
| ---- | -------------------- | ------------ |
| 2009 | Renate Cerljen       | Staffanstorp |
| 2010 | Michaela Savić       | Helsingborg  |